# Blohm & Voss BV 155
Blohm & Voss BV 155 byl německý výškový přepadový stíhací letoun, který měl sloužit k útokům na spojenecké bombardovací svazy v průběhu druhé světové války. Charakteristikou tohoto letadla bylo abnormálně dlouhé křídlo (rozpětí 20,5 m). Původně jej vyvíjela firma Messerschmitt, měl tudíž zpočátku označení Me 155.

## Vznik a vývoj
Projekt započala firma Messerschmitt AG v Augsburgu, vycházel konstrukčně z typu Messerschmitt Bf 109. Výsledkem měl být stíhací letoun operující z paluby budované letadlové lodi Graf Zeppelin (tato však nebyla nikdy dokončena). Vzhledem k prodlevám ve stavbě lodi si Luftwaffe zažádala o změnu na rychlý bombardér vyzbrojený jednou tisícikilogramovou bombou (verze Me 155A). Při sílících spojeneckých náletech byl v roce 1943 projekt opět změněn, tentokrát na výškový přepadový stíhací letoun schopný útoku na bombardovací svazy (verze Me 155B).
V srpnu 1943 se vývoje ujala firma Blohm und Voss (Messerschmitt byl dost vytížen). Obě firmy však měly rozdílný názor na další vývoj. Ten nakonec pokračoval pod novým označením BV 155.
První BV 155 V1 vzlétl 1. září 1944. Letoun byl vybaven přetlakovou kabinou a kamerou Rb 50/30 umístěnou za pilotní sedačkou.
Další přepracovaný prototyp BV 155 V2 byl zalétán 15. února 1945. Druhý prototyp měl větší chladiče umístěné pod křídlem, zvětšeny byly také vodorovné ocasní plochy. V2 dostal také nový kapkovitý kryt kabiny. Stroj měl výbornou aerodynamiku a kvalitní motor Daimler-Benz DB 603 A s turbokompresorem TKL 15 a čtyřlistou dřevěnou vrtulí, což z něj ve výškách nad 12 000 metrů činilo potenciálně silného protivníka pro spojenecké stíhací letouny. Plánovaná výzbroj sestávala z 15mm, 20mm nebo 30mm kanónů.
V době pádu Německa byl ve Finkenwerderu rozpracován další prototyp V3 s pohonnou jednotkou DB 603 U a chladiči v trupu. Rozpracovaný exemplář byl převezen do Velké Británie na letiště Farnborough a následně do USA.

## Specifikace (BV 155B)
Zdroj:

### Technické údaje
- Posádka: 1 pilot
- Rozpětí: 20,5 m
- Délka: 12 m
- Výška: 2,98 m
- Nosná plocha: 39 m²
- Prázdná hmotnost: 4 870 kg
- Max. vzletová hmotnost: 6 016 kg
- Pohonná jednotka: 1× dvanáctiválcový vidlicový pístový motor Daimler-Benz DB 603 chlazený kapalinou s turbokompresorem TKL 15

### Výkony
- Maximální rychlost: 690 km/h (ve výšce 16 000 m)
- Dolet: 1 440 km (při výškovém letu)
- Dostup: 17 100 m
- Stoupavost: 11,5 m/s (ve výšce 16 000 m 3,92 m/s)

### Výzbroj
- 15mm, 20mm nebo 30mm kanóny